# Sant Cosme i Sant Damià de Rialp
Sant Cosme i Sant Damià de Rialp és una capella de la vila de Rialp, dins de l'antic terme municipal primigeni, a la comarca del Pallars Sobirà. És al centre de la vila, davant mateix de la fita quilomètrica 132 de la carretera C-13.